# Atazardammen

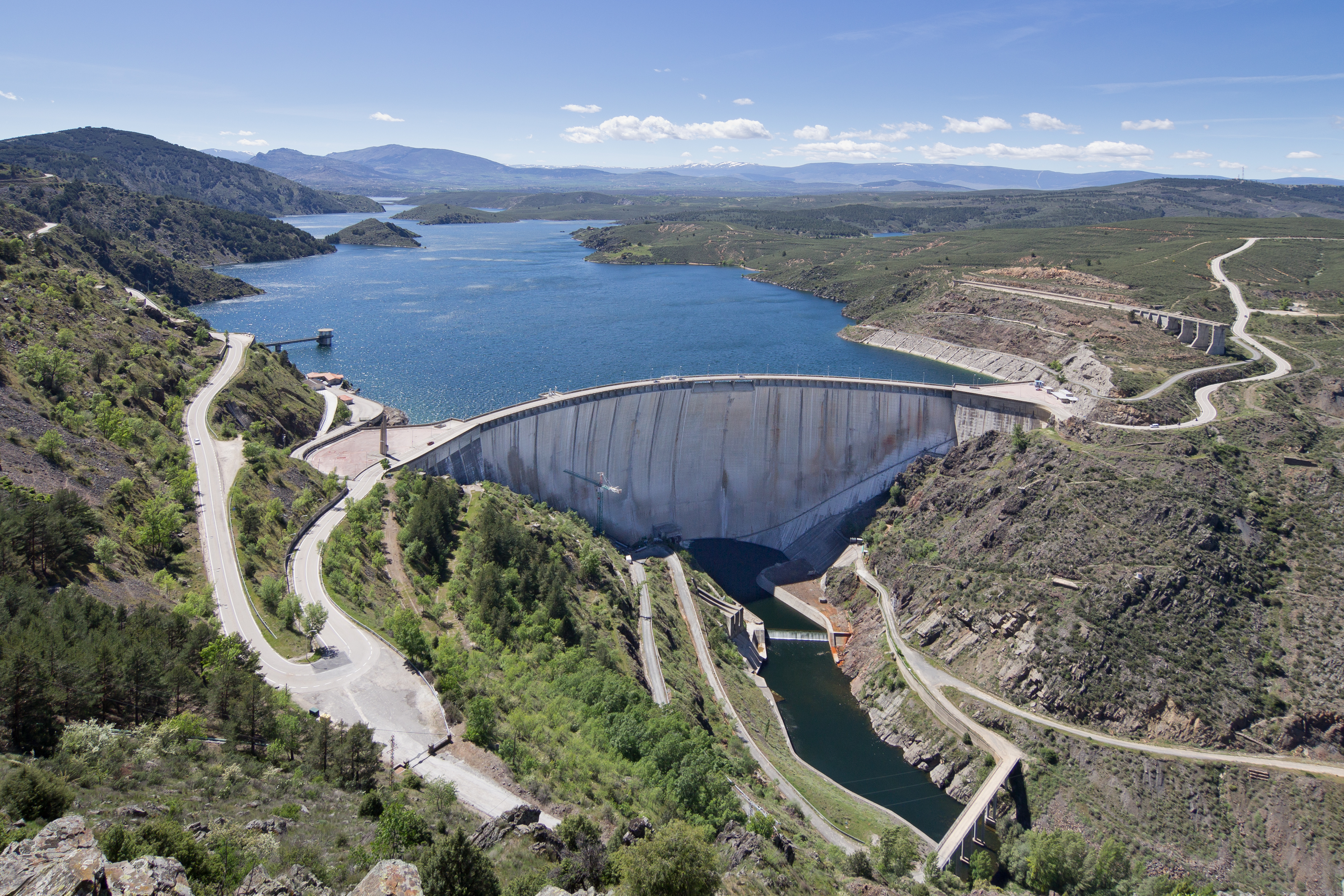
Dammen vid Atazar.

Atazardammen (Embalse Del Atazar) är en valvdamm byggd nära Madrid, Spanien, vid Lozoyafloden, mycket nära den plats där den flyter samman med Jaramafloden. Det är den äldsta valvdammen i världen. Den bågformade konstruktionen av dammbyggnaden är optimum för det smala pass i vilket dammen byggdes för att hålla kvar vattnen i reservoaren. Valvdammar är tunna och mindre material erfordras för konstruktionen än för andra typer av dammar.
Dammen byggdes för enbart vattenförsörjning och inte för att tillhandahålla energi. Byggandet av dammen påbörjades 1968 och avslutades 1972.

## Konstruktion
Dammen är 134 meter hög och 370 meter bred vid krönet, vid basen är bredden 52,3 meter. Reservoaren rymmer 424 miljoner kubikmeter. Det är en dubbelkrökt betongkonstruktion med stödväggar (eng. buttress design)

## Problem
Mätövervakning av dammen avslöjade onormala rörelser. Även om dammar normalt rör sig, så rörde sig den vänstra sidan av Atazardammen mer än den högra. 1977 observerades en spricka i dammen och 1979 hade sprickan växt till 45 meter och reparerades. En undersökning 1983 avslöjade att sättningar i grunden och rörelserna i dammen hade orsakat sprickor i berggrunden som hade resulterat i en betydande ökning av grundens permeabilitet och vattnets strömningshastighet genom marken därvid ökat betydligt. Detta har behandlats och problemen har avtagit.

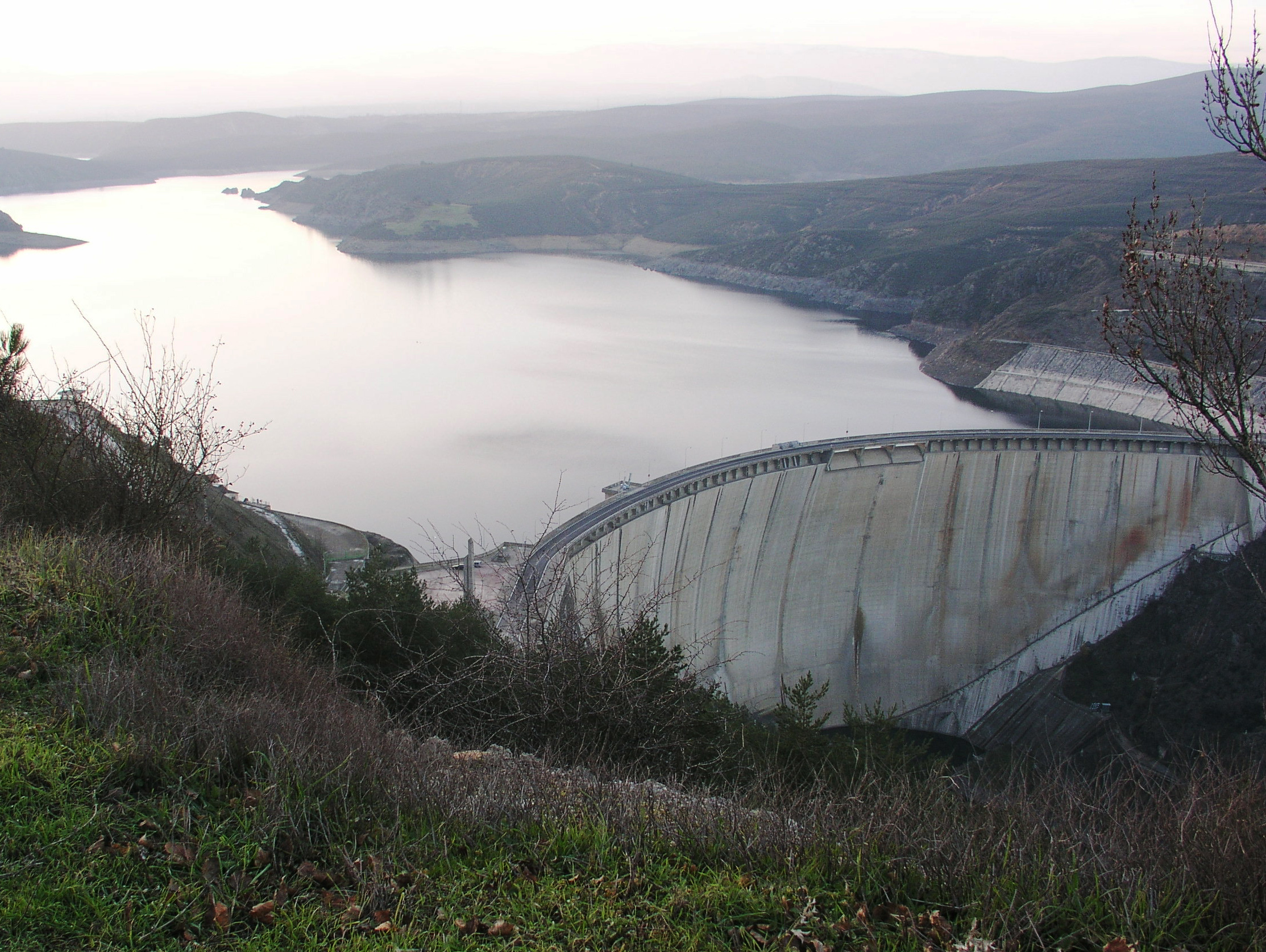
Atazardammen
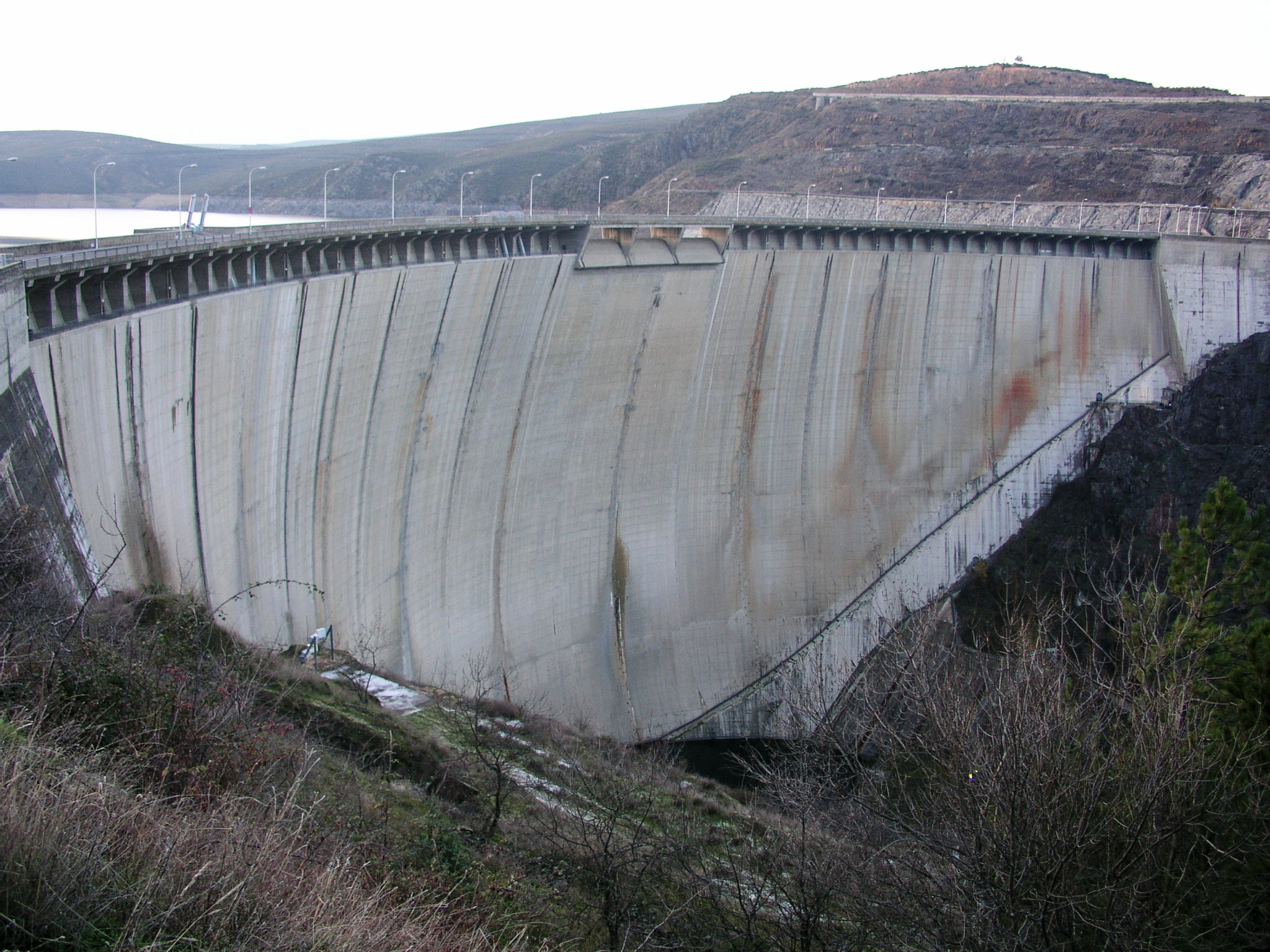
Valvdammen är 134 meter hög
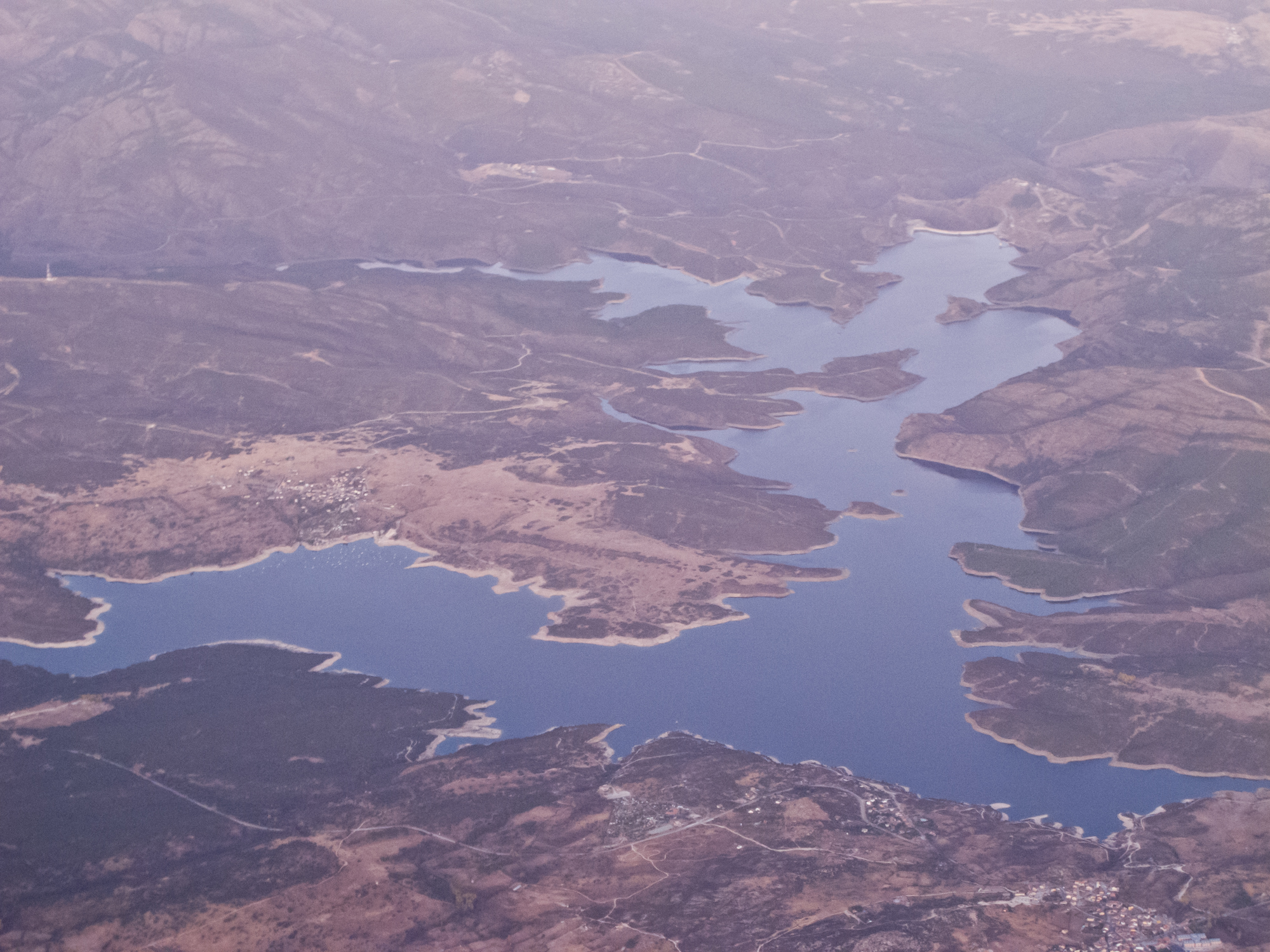